# Apedrejamento do Diabo

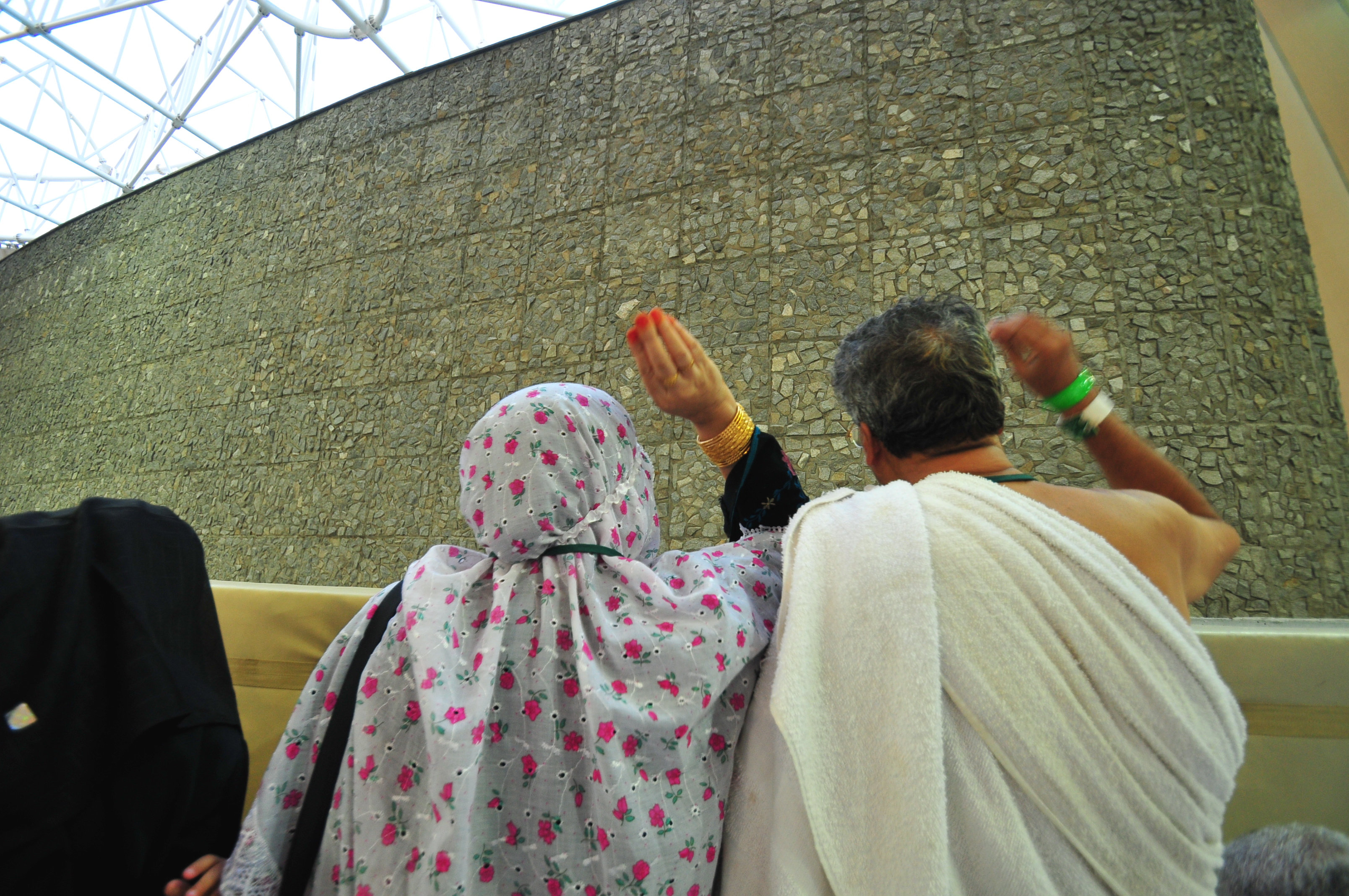
Apedrejamento do Diabo na cidade de Mina

O apedrejamento do Diabo (em árabe: رمي الجمرات ramī aj-jamarāt, lit. "apedrejamento de jamarāt [local dos pedregulhos]) é um ritual muçulmano que consiste em jogar pedras num pilar em Mina, Arábia Saudita, é um ritual que lembra a peregrinação de Abraão à Meca.

## Pisoteamentos
Em 1998, 107 pessoas morreram pisoteadas no último dia da cerimônia muçulmana do Haj, a peregrinação a Meca, na Arábia Saudita. O incidente aparentemente se iniciou no mesmo local onde, em 1994, 270 pessoas morreram esmagadas em acidente semelhante e em 1997, 343 pessoas morreram e cerca de 1.500 ficaram feridas na correria após um incêndio ter consumido as barracas que alojam os peregrinos, em Mina. Em 2015, um acidente durante o ritual de apedrejamento do diabo deixou ao menos 717 pessoas mortas em Mina, cidade próxima a Meca.